# Penicillium griseofulvum
Penicíllium griseofúlvum (лат.) (ранее — пеници́лл крапи́вный, лат. Penicíllium urtícae) — вид несовершенных грибов (телеоморфная стадия неизвестна), относящийся к роду Пеницилл (Penicillium).

## Описание
Колонии на агаре Чапека ограниченнорастущие, достигающие диаметра 1,8—2 см за 7 дней, пучковатые, со среднеобильным до обильного спороношением в грязно-зелёных или серо-зелёных тонах. Обычно присутствуют капли бесцветного или жёлтого экссудата. Реверс оранжево-коричневый до красно-коричневого, иногда выделяется красновато-коричневый растворимый пигмент. На CYA колонии на 7-е сутки 2—3 см в диаметре, зернистые, с кремовым, бежевым или коричневым реверсом, иногда с красновато-коричневым растворимым пигментом. На агаре с солодовым экстрактом (MEA) колонии интенсивно спороносящие, с бледным до коричневого реверсом. Колонии на агаре с дрожжевым экстрактом и сахарозой (YES) 3—4,5 см в диаметре на 7-е сутки. При 37 °C рост отсутствует.
Конидиеносцы трёхъярусные с примесью четырёх- и пятиярусных, часто дуговидные или волнистые, гладкостенные, с расходящимися веточками. Метулы 7,5—10 мкм длиной и 3,5—4 мкм толщиной. Фиалиды фляговидные, исключительно короткие, 4,5—6,5 × 2,2—2,5 мкм. Конидии широкоэллипсоидальные, гладкостенные, 2,5—3,5 × 2,2—2,5 мкм.

### Отличия от близких видов
Определяется по очень коротким фиалидам с неясно выраженной шейкой, располагающимся на сильно разветвлённых конидиеносцах.
Наиболее близкий вид — Penicillium dipodomyicola, отличающийся зелёным спороношением и тёмно-коричневым реверсом колоний на CYA.

## Экология и значение
Встречается в луговых и холодных пустынных почвах, на растениях, на зерне и орехах.
Продуцент гризеофульвина. Также синтезирует токсины рокфортин C, патулин, циклопиазоновую кислоту.

## Таксономия
Penicillium griseofulvum Dierckx, Ann. Soc. Sci. Bruxelles 25 (1): 88 (1901).

### Синонимы
- Penicillium duninii Sidibe, 1974
- Penicillium flexuosum E.Dale ex Biourge, 1923
- Penicillium maltum M.Hori & T.Yamam., 1954
- Penicillium patulum Bainier, 1906
- Penicillium urticae Bainier, 1907